# Snaggy Cove
Snaggy Cove ist eine Bucht im australischen Bundesstaat Victoria. Sie liegt auf der Insel Snake Island im Nooramunga Marine & Coastal Park.
Die Bucht ist 1,1 Kilometer breit und bis zu 2,4 Kilometer tief. Sie ist nur zu Fuß erreichbar.